# Віннсборо (Луїзіана)
Віннсборо (англ. Winnsboro) — місто (англ. city) в США, в окрузі Франклін штату Луїзіана. Населення — 4862 особи (2020).

## Географія
Віннсборо розташоване за координатами 32°9′59″ пн. ш. 91°43′19″ зх. д. / 32.16639° пн. ш. 91.72194° зх. д. (32.166390, -91.721873).  За даними Бюро перепису населення США в 2010 році місто мало площу 10,73 км², з яких 10,57 км² — суходіл та 0,16 км² — водойми.

## Демографія
Згідно з переписом 2010 року, у місті мешкало 4910 осіб у 1811 домогосподарстві у складі 1185 родин. Густота населення становила 457 осіб/км².  Було 2047 помешкань (191/км²).
Расовий склад населення:
| - 66,6 % — чорних або афроамериканців - 31,3 % — білих - 0,4 % — азіатів - 0,1 % — корінних американців |

До двох чи більше рас належало 1,3 %. Частка іспаномовних становила 1,2 % від усіх жителів.
За віковим діапазоном населення розподілялося таким чином: 31,9 % — особи молодші 18 років, 53,9 % — особи у віці 18—64 років, 14,2 % — особи у віці 65 років та старші. Медіана віку мешканця становила 31,6 року. На 100 осіб жіночої статі у місті припадало 82,5 чоловіків;  на 100 жінок у віці від 18 років та старших — 74,4 чоловіків також старших 18 років.
Середній дохід на одне домашнє господарство  становив 27 976 доларів США (медіана — 19 409), а середній дохід на одну сім'ю — 30 703 долари (медіана — 23 923). Медіана доходів становила 26 160 доларів для чоловіків та 17 642 долари для жінок. За межею бідності перебувало 52,3 % осіб, у тому числі 70,4 % дітей у віці до 18 років та 24,9 % осіб у віці 65 років та старших.
Цивільне працевлаштоване населення становило 1261 особа. Основні галузі зайнятості: освіта, охорона здоров'я та соціальна допомога — 35,1 %, роздрібна торгівля — 17,2 %, мистецтво, розваги та відпочинок — 13,7 %.